# Roel Jongelie
Roelof Christiaan Jongelie (Amsterdam, 25 februari 1903 – Mauthausen, 7 september 1944) was als SOE-agent betrokken bij Plan Holland.
In de nacht van 24 op 25 september 1942 werd Roel Jongelie geparachuteerd bij Balloo, in de buurt van Rolde in Drenthe. Hij werd officieel als vertegenwoordiger van de Nederlandse regering uitgezonden en zijn opdracht was uitgebreid:
- Informatie verzamelen voor Plan Holland
- contact opnemen met de politieke partijen
- contact opnemen met de Inlichtingendienst, die onder leiding stond van Han van Hattem
- berichten van SOE regelmatig doorgeven aan de Inlichtingendienst

Zover kwam het niet, hij werd meteen na zijn landing gearresteerd en was slachtoffer van het Englandspiel. Hij werd overgebracht naar Kamp Haaren en daarna naar concentratiekamp Mauthausen. Daar werd hij op 7 september 1944 geëxecuteerd.
Andere namen die hij gebruikte waren Loek Jansma (tijdens de training), Arie Chalfont en Henri Corneille Haver. Hij ondertekende zijn telegrammen met Jongelief.
Toen Londen besefte dat Jongelie vermist werd, stuurden zij Cornelis Carel Braggaar naar Nederland. Op 16 februari 1943 werd hij gedropt bij Hoorn en kwam in het IJsselmeer terecht. Hij werd meteen gearresteerd en was ook slachtoffer van het Englandspiel.
Postuum werd Jongelie onderscheiden met het Bronzen Kruis (KB 6-6-1953/26).